# Hanabusaya
- Commons
- Wikispecies

Hanabusaya é um gênero botânico pertencente à família Campanulaceae.